# Era Mòla de Bagergue
Era Mòla de Bagergue és un molí fariner del poble de Bagergue, al municipi de Naut Aran (Vall d'Aran) inclòs en l'Inventari del Patrimoni Arquitectònic de Catalunya.

## Descripció
Era Mòla de Bagergue, sota la població, se situa en la riba esquerra del riu Unhòla, vora d'una gran pedra i prop de la palanca que travessa dit riu. L'edifici, tot i les transformacions, conserva estructures interessants i les velles pedres de moldre; la coberta de doble vessant, però, amenaça ruïna i ja comencen a cedir les bigues.

## Història
Un Sanç Fabri documenta amb el seu cognom l'existència d'un primer establiment de tipus industrial a Bagergue (1313). El qüestionari de Francisco de Zamora ens informa que a Baguergue hi havia un molí propi (1789). Molí de farina que a mitjan segle xix constituïa una renda important del Comú. Restà en actiu fins que s'hi conrearen cereals, i tot seguit s'hi instal·la una Central municipal (1927) que funcionà fins que es vengué a Fecsa per 40.000km (1960)